# 양동휘
양동휘(梁東暉, 1934년 4월 8일~)는 대한민국의 언어학자이다.）
1957년도에 서울대학교를 졸업하고, 1964년에 ‘A Comparative character study of Hamlet and Brutus in Shakespeare's works’라는 논문으로 동대학원에서 석사학위를 취득하였으며, 1969년도에 하와이 대학교에서 다시 석사학위를, 그리고 1973년도에 ‘한국어의 주제화와 관계화(Topicalization and Relativization in Korean)’라는 논문으로 인디아나 대학교에서 박사학위를 취득하였다.
이화여자대학교 교수를 거쳐, 서울대학교 영어영문학과 교수를 역임했다.
현재는 서울대학교 명예교수로 재직중이다.

## 저서
- 《논리형태》
- 문법론》
- 《생성문법의 탐구》
- 《최소이론의 전망》
- 《최소주의 이론》
- 《최소주의 가설》
- 《지배 - 결속 이론의 기초》
- 《영문법개론》
- 《현대언어학》
- 《영어음성학》